# Obi-Wan Kenobi (sèrie de televisió)
Obi-Wan Kenobi és una sèrie estatunidenca creada per al servei de streaming Disney+, amb el personatge de La Guerra de les Galàxies Obi-Wan Kenobi. La sèrie està escrita per Joby Harold i dirigida per Deborah Chow.
Ewan McGregor és productor executiu i protagonitza el personatge principal, repetint el seu paper de la trilogia de les preqüeles. Hayden Christensen també apareixerà, reprenent el seu paper de Darth Vader; Joel Edgerton i Bonnie Piesse també reprenen els seus papers de les pel·lícules. El projecte es va originar com una pel·lícula spin-off escrita per Hossein Amini i dirigida per Stephen Daldry, però va ser reelaborada com a minisèrie per Amini després del fracàs comercial de Solo: A Star Wars Story (2018). A l'agost del 2019, es va confirmar que McGregor seria el protagonista i Chow va ser contractada com a directora un mes després. Estava previst que la producció comencés el juliol de 2020, però la sèrie es va aturar indefinidament el gener del 2020 ja que Lucasfilm no estava satisfet amb els guions de la sèrie. Harold va ser contractat per reescriure la sèrie a l'abril de 2020 i es va anunciar el repartiment addicional el març de 2021. El rodatge va començar al maig de 2021 a Los Angeles, utilitzant la tecnologia Stagecraft, i va acabar al setembre. El 9 de març de 2022 es va publicar el primer trailer. John Williams, compositor de la banda sonora de les pel·lícules, també va compondre el tema principal de la sèrie.
Els dos primers episodis es van estrenar el 25 de maig 2022. La sèrie constarà de sis episodis, acabant així el 22 de juny de 2022.

## Argument
Una dècada després dels esdeveniments de La venjança dels Sith, Obi-Wan Kenobi s'oculta al planeta de Tatooine per protegir el jove Luke Skywalker de l'imperi que s'expandeix per la galàxia.

## Repartiment
- Ewan McGregor com a Obi-Wan Kenobi: un cavaller Jedi que va sobreviure l'Ordre 66 i que viu en exili al planeta de Tatooine, vigilant al jove Luke Skywalker.[1][6] McGregor estava il·lusionat per interpretar a una versió del personatge més propera a la de Alec Guinness en la trilogia original de Star Wars.[7]
- Hayden Christensen com a Anakin Skywalker / Darth Vader: el pare de Luke Skywalker i Leia Organa i l'antic Padawan (Jedi aprenent) i amic proper de l'Obi-Wan. Va ser atret pel Costat Fosc de La Força i va convertir-se en el Lord Sith.[4][5][8]
- Vivien Lyra Blair com a Leia Organa: la filla d'Anakin Skywalker, germana bessona d'en Luke i princesa d'Alderaan segrestada per caçarrecompenses contractats.[9]
- Joel Edgerton com a Owen Lars: el tiet de Luke Skywalker que viu a Tatooine.[10][11]
- Bonnie Piesse com a Beru Whitesun Lars: la dona de l'Owen i la tieta de Luke Skywalker.[10]
- Moses Ingram com a Reva / the Third Sister: una inquisidora ambiciosa que comparteix el mateix objectiu amb el Gran Inquisidor i amb Darth Vader.[12][13]Joby Harold, un dels creados, va creure que Reva "contribuiria en el llegat que dels vilans de Star Wars en una manera molt interessant".[14]
- Indira Varma com a Tala Durith, una Oficial Imperial[12]
- Rupert Friend com el Gran Inquisidor: l'inquisidor amb una posició més alta de l'Imperi Galàctic.[12]
- Sung Kang com a Fifth Brother: un inquisidor.[13]
- Kumail Nanjiani com a Haja Estree: un estafador que treballa als carrers de Daiyu, fent-se passar per un Jedi. Nanjiani va investigar estafadors de la vida real i mags per preparar-se per al paper.[15][16]
- Jimmy Smits com a Bail Organa: para adoptiu de Leia i senador d'Alderaan.[9]
- Simone Kessell com a Breha Organa: reina d'Alderaan, mare adoptiva de Leia i esposa de Bail Organa.[9]

## Episodis
| Núm. | Títol      | Direcció     | Guió | Data d'estrena original |
| --- | ---------- | ------------ | --- | ----------------------- |
| 1 | «Part I»   | Deborah Chow | Història: Stuart Beattie i Hossein Amini Guió: Joby Harold i Stuart Beattie i Hossein Amini                 | 27 de maig de 2022      |
| Deu anys després de l'Ordre 66, quan la majoria de l'Ordre Jedi van ser assassinats, el solitari antic Mestre Jedi Obi-Wan Kenobi s'amaga en una cova a Tatooine, sota l'àlies "Ben". Treballa en una fàbrica de carn i vetlla per un jove Luke Skywalker, el fill del seu antic aprenent convertit en enemic Anakin Skywalker, que ara viu amb els seus padrastres, Owen i Beru Lars, malgrat que a l'Owen no li agrada en Kenobi. Kenobi també ha perdut la seva connexió amb la Força, no pot comunicar-se amb l'esperit de la Força del seu antic mestre difunt, Qui-Gon Jinn, i experimenta malsons del seu passat. Els Inquisidors Fifth Brother i Reva Sevander, liderats pel Gran Inquisidor, troben un Jedi anomenat Nari a Tatooine. La Reva intenta matar-lo, provocant un enrenou que li permet escapar. El Gran Inquisidor renya a la Reva per la seva impulsivitat i obsessió per trobar Kenobi, que es creia que estava mort, i li diu que deixi de centrar-se en Kenobi. Malgrat això, Reva contracta el caçarecompenses Vect Nokru i la seva colla per segrestar la princesa Leia Organa d'Alderaan per atraure Kenobi. Nari intenta obtenir ajuda de Kenobi, però és rebutjat i després penjat a la ciutat. Mentrestant, Kenobi accepta rescatar la Leia després que el seu pare adoptiu, Bail Organa, visiti casa seva. |            |              | |                         |
| 2 | «Part II»  | Deborah Chow | Història: Stuart Beattie i Hossein Amini Guió: Joby Harold                                                  | 27 de maig de 2022      |
| Després de rastrejar els segrestadors fins al planeta Daiyu, Kenobi es troba amb l'estafador Haja Estree, que pretén ser un Jedi. Haja dirigeix a Kenobi a la ubicació de la Leia, on derrota els segrestadors i la rescata. El Gran Inquisidor s'assabenta de la seva presència i tanca la ciutat. Reva desobeeix les ordres i posa una nova recompensa a Kenobi, fent que els mercenaris de la ciutat tinguin com a objectiu a ell i a la Leia. Quan la Leia s'adona que estan darrere de Kenobi, perd la confiança en ell i fuig. Escapant a un terrat amb mercenaris que intenten matar-los, Leia salta i Kenobi la salva utilitzant la Força, recuperant la seva confiança. Haja els troba i els dirigeix cap a un port de càrrega no vigilat del qual poden escapar, però no pot evitar que la Reva els segueixi. Reva revela a Kenobi que l'Anakin, a qui Kenobi creia mort, encara viu com a Darth Vader. El Gran Inquisidor arriba per arrestar ell mateix a Kenobi, però la Reva l'apunyala amb el seu sabre làser, permetent sense voler que Kenobi i Leia escapin. En un altre lloc, Vader es desperta en un tanc de bacta. |            |              | |                         |
| 3 | «Part III» | Deborah Chow | Joby Harold & Hannah Friedman i Hossein Amini i Stuart Beattie                                              | 1 de juny de 2022       |
| A la seva fortalesa de Mustafar, Vader encarrega a Reva que trobi Kenobi, prometent ascendir-la a Gran Inquisidora si ho aconsegueix. El transport de Kenobi i Leia aterra al planeta miner Mapuzo, i es dirigeixen a la cita proporcionada per Haja. En no trobar-hi ningú, fan un passeig en un transport imperial. Són descoberts i envien tropes imperials per capturar-los, però reben l'ajuda d'una oficial imperial, Tala, que és membre de Path, una xarxa clandestina que amaga dissidents i proscrits perseguits per l'Imperi. Ella els escorta a un passadís subterrani secret, però abans de marxar, en Vader i els Inquisidors arriben i comencen a fer mal als transeünts innocents per atraure Kenobi. Kenobi envia la Leia i la Tala per davant mentre ell proporciona una distracció. Finalment s'enfronta a Vader, que guanya a Kenobi i el crema, deixant-lo patint. Tala proporciona una distracció per salvar Kenobi, però la Reva captura la Leia. |            |              | |                         |
| 4 | «Part IV»  | Deborah Chow | Joby Harold & Hannah Friedman                                                                               | 8 de juny de 2022       |
| Després d'haver escapat de Vader a Mapuzo, Kenobi i Tala arriben a una instal·lació de Path a Jabiim. Mentrestant, la Leia, que es troba detinguda a la fortalesa Inquisitorius, la seu fortalesa dels inquisidors situada a Nur, és interrogada part la Reva per obtenir detalls sobre Path. Kenobi i Tala planegen infiltrar-se a la fortalesa per rescatar la Leia. Un cop dins, Kenobi descobreix una càmara de trofeus plena dels cadàvers conservats dels Jedi que havien estat capturats i assassinats, inclòs un jove. Rescaten la Leia, però descobreixen la presència de la Tala; finalment escapen amb l'ajuda de Roken, el comandant de Path, i les seves tropes guerrilleres. Vader, enfadat durant els esdeveniments, es mou per a matar la Reva pel seu fracàs, però la deixa quan Reva revela que va connectar un rastrejador al droide que acompanya la Leia, Lola, preveient un rescat. |            |              | |                         |
| 5 | «Part V»   | Deborah Chow | Joby Harold & Andrew Stanton                                                                                | 15 de juny de 2022      |
| Vader reflexiona sobre l'entrenament amb sabre làser que va tenir amb Kenobi abans de les Guerres Clonmentre rastreja la xarxa Path fins a Jabiim. Vader ascendeix Reva a Gran Inquisidor, que lidera un setge a les instal·lacions de Path, desactivant les seves portes d'escapament. Per aturar el temps, Kenobi negocia amb la Reva i dedueix que coneix la veritable identitat de Vader, ja que va presenciar la seva massacre al temple Jedi de Coruscant quan era jove. Ella revela que volia guanyar-se el favor de Vader per matar-lo com a venjança. Aleshores s'obre una bretxa a la instal·lació, i Tala és sacrifica per salvar Kenobi. En adonar-se que no poden guanyar, Kenobi es rendeix i és portat a la Reva. Allà, convenç a la Reva de matar en Vader quan l'entregui a ell. Mentrestant, la Leia obre les portes després de treure el rastrejador de la Lola, permetent que Path s'escapi abans que en Vader assetgi la instal·lació. Reva aprofita aquesta oportunitat per intentar matar en Vader, però després d'un breu duel l'apunyalen ràpidament. La deixen per morta i el Gran Inquisidor original arriba per reafirmar el seu estatus. Quan la xarxa Path s'escapa, la Reva troba el missatge de Bail Organa al transmissor de Kenobi, revelant la ubicació de Luke a Tatooine. |            |              | |                         |
| 6 | «Part VI»  | Deborah Chow | Història: Stuart Beattie & Joby Harold i Andrew Stanton Guió: Stuart Beattie i Joby Harold & Andrew Stanton | 22 de juny de 2022      |
| Reva arriba a Tatooine per buscar en Luke, mentre que Darth Vader i l'Imperi persegueixen la xarxa Path. Kenobi se separa del grup per enfrontar-se a Vader sol en un planeta proper perquè Path pugui escapar després d'adonar-se que Vader només el persegueix a ell. Després del seu duel, Kenobi, que ha recuperat la seva connexió total amb la Força, incapacita en Vader danyant el seu casc i el dispositiu de respiració. En adonar-se que l'Anakin ha abraçat completament la seva identitat com a Darth Vader, en Kenobi entristit se'n va. Mentrestant, la Reva arriba a casa d'en Luke, però s'enfronta amb l'Owen i la Beru. Subjugant-los, persegueix a Luke al desert, però finalment el retorna a la seva família després de recordar la massacre d'Anakin al Temple Jedi. Kenobi la felicita per haver superat el trauma del seu passat i alliberar-se del costat fosc. A Mustafar, un Vader curat abandona de mala gana la seva recerca de Kenobi després que el mestre, l'Emperador Palpatine, qüestioni els seus motius i la seva lleialtat. De tornada a Alderaan, la Leia troba un nou propòsit en els seus deures com a princesa. Kenobi els visita i afirma que ajudarà els Organa quan sigui necessari, i s'acomiada de la Leia. Tornant a Tatooine, resol el seu conflicte amb l'Owen acceptant que Luke tingui una vida normal i saluda el noi abans d'aventurar-se al desert. Després d'haver trobat la seva pau interior, finalment és capaç de conversar amb l'esperit de la Força de Qui-Gon. |            |              | |                         |